# 17e cérémonie des Africa Movie Academy Awards
La cérémonie de remise des prix de l'African Movie Academy Awards 2021 s'est tenue le dimanche 28 novembre 2021 à l'hôtel Marriott de Lagos au Nigeria.
Les soumissions pour l'attribution des prix ont eu lieu entre le 31 mai et le 31 juillet 2021. Plus de 500 films ont été soumis pour examen.
Les nommés dans 26 catégories ont été annoncés lors d'une cérémonie tenue à Ebony Life Place, Victoria Island Lagos, le vendredi 29 octobre 2021 par le président du jury, Steve Oluseyi Ayorinde (en). Le film somalien Gravedigger's Wife a reçu le plus grand nombre de nominations, notamment celles du meilleur film en langue africaine, du meilleur acteur dans un rôle principal et du meilleur réalisateur. Les autres films nommés incluent Omo Ghetto: The Saga, Ayinla et Eyimofe . Oluwabamike Olawunmi-Adenibuyan, une ancienne colocataire de Big Brother Naija (en), a été nommée dans la catégorie Meilleur jeune acteur prometteur pour son rôle dans le film Collision Course.

## Récompenses
| Best Film | Best Director |
| --- | --- |
| - La Femme du fossoyeur (Somalie) - Mission to Rescue (Kenya) - Fried Barry (Afrique du Sud) - Stain (Ouganda) - Eyimofe (Nigeria) - Hairareb (Namibie) - Nyara: The Kidnapping (Tanzanie) - Black Medusa (Tunisie)                                    | - Chuko&Ayie Esiri, Eyimofe - Gilbert Lukalia, Mission to Rescue - Ryan Kruger, Fried Barry - Khadar Ayderus Ahmed, La Femme du fossoyeur - Morris Mugisha, Stain - Oshoveli Shipoh, Hairareb - Ram Ally Kasongo, Nyara/The Kidnapping - Youssef Chebbi& Ismael, Black Medusa       |
| Best Actor in a Leading Role | Best Actress in a Leading Role |
| - Omar Abdi, La Femme du fossoyeur - Gary Green – Fried Barry - Lateef Adedimeji, Ayinla - Melvin Alusa, Mission to Rescue - Jude Akuwudike, Eyimofe - David Njavera, Hairareb - Nonso Bassey, La Femme Anjola                                         | - Joan Agaba, Stain - Lucie Memba Bois, Buried - Funke Akindele, Omo Ghetto: The Saga - Sarah Alina Grosz, Black Medusa - Phumi Mthembu, African American - Rita Dominic, La Femme Anjola - Claudine de Groot, Hairareb                                                             |
| Best Actor in a Supporting Role | Best Actress in a Supporting Role |
| - Kelechi Udegbe, Collision Course - Mulshid Mugabire, Monica - Mehdi Hajri, Black Medusa - Cameron Scott, Hotel on the Koppies - Bimbo Manuel, Gone                                                                                                   | - Hazel Hinda, Hairareb - Gloria Anozie-Young, Rattlesnake: The Ahanna Story - Naana Hayford, Chasing Lullaby - Tumi Morake, Seriously Single - Ini Edo, The Citation |
| Achievement in Costume Design | Achievement in Makeup |
| - African American - Buried - Oba Bi Olorun - Tecora - Eagle Wings | - The Gravedigger's Wife - Fried Barry - Tecora - The Takers - Mission to Rescue |
| Achievement in Cinematography | Achievement in Production Design |
| - Ayinla - Black Medusa - Stain - Nyara (The Kidnapping) - The Gravedigger's Wife | - The Gravedigger's Wife - Tecora - The Takers - Nyara (The Kidnapping) - Shadow Parties |
| Achievement in Editing | Achievement in Screenplay |
| - Eyimofe - Mission to Rescue - Omo Ghetto: The Saga - Nyala (The Kidnapping) - Fried Barry | - Collision Course - Chasing Lullaby - Where I Come From - Stain - Hairareb |
| Best Film in An African Language | Best Nigerian Film |
| - The Gravedigger's Wife – Khadar Ahmed (Somalia) - Bangarang – Robin Odongo (Kenya) - Ayinla – Tunde Kelani (Nigeria) - Hotel on the Koppies – Charlie Vundler (South Africa) - Nyara – Ram Ally Kasongo (Tanzania) - Stain – Morris Mugisha (Uganda) | - Eyimofe - Rattlesnake: The Ahanna Story - Ayinla - The Citation - Omo Ghetto: The Saga - La Femme Anjola - Collision Course - Shadow Parties |
| Best Short Film | Best Animation |
| - Meat – Uganda - Enroute – Bourkina Fasso - A Better Friend – Ghana - Find Me By The River – South Africa - In Extremis – DRC - Portrait of Princess Tutu – Cote d’Ivoire - The Long Night in Abuja – Nigeria                                         | - Lady Buckit and the Motley Mopsters – Nigeria - Room 5 – Ghana - Shaka-Inklosi Yamakhosi – South Africa - The Pyramid – Egypt - Mofiala – Togo - A Thousand Fate – Uganda - White Nights – Algeria                                                                                |
| Best Documentary | Best Film by an African Living Abroad |
| - Softie - Kenya - Winner - The Sacred Woods - Tunisie - Postcard - Maroc - Unmasked: Leadership, Trust & the Pandemic - Nigeria - Linda Under Lockdown - Afrique du Sud - Bulembu: History of a Culture - RDC - Noboth - Ouganda - Zindet - Niger     | - Blackmail – Obi Emelonye (Nigeria/UK) - First Call – Angela Onuora (Nigeria/Canada) - K.I.A.B – Eric Zoa and Oleksii Osyka (Cameroun/USA) - Gone – Daniel Ademinokan (Nigeria/US)                                                                                                 |
| Best Diaspora Short Film | Best Diaspora Documentary |
| - Three Leaves (Haiti) - In Other News (Canada) - Blue (USA) - The Berne Identity (Suisse) - No Comprendo (UK) | - African Redemption: the Life of Marcus Garvey (USA) - Akwaaba – The Awakening (USA) - Race Today Documentary (UK) |
| Best Diaspora Feature | Best Soundtrack |
| - Residue (USA) - Ride Share (USA) - Hal King (USA) | - The Citation - Nyara (The Kidnapper) - La Femme du fossoyeur - This Lady Called Life - Hotel on the Koppies |
| Best Visual Effects | Best Sound |
| - Fried Barry - Nneka the Pretty Serpent - Stain - The Takers - Mission to Rescue | - Eyimofe - Hairareb - African American - The Gravedigger's Wife - La Femme Anjola |
| Most Promising Actor | Best First Feature Film by a Director |
| - Wilmah Muremera – Shaina - Oluwabamike Olawunmi-Adenibuyan – Collision Course - Faith Fidel – Where I Come From - David Weda – Bangarang - Bertha Abdallah – Nyara (The Kidnapping) - Hannah Sukali – Fatsani: A Tale Of Survival                    | - Eyimofe – Chuko&AyieEsiri (Nigeria) - Shaina – Beatrice Masvaure Alf (Zimbabwe) - African American – MuziMthembu (Afrique du Sud) - La Femme du fossoyeur – Khadar Ahmed (Somalie) - Black Medusa – Youssef Chebbi& Ismael (Tunisie) - Fried Barry – Ryan Kruger (Afrique du Sud) |